# 매계초등학교
매계초등학교는 대한민국 경상남도 하동군 악양면 매계리 75에 있었던 공립 초등학교이다.

## 연혁
- 1946년 9월 1일 악양공립초등학교 매계분교장으로 설립
- 1950년 2월 23일 매계국민학교로 독립 개교
- 1984년 2월 8일 병설유치원 인가
- 1994년 9월 1일 병설유치원 폐원
- 1996년 3월 1일 매계초등학교로 개칭
- 1998년 2월 19일 제47회 졸업생 배출(총 졸업생 수 2,702명)
- 1998년 3월 1일 악양초등학교로 통합